# Pireneusi kanálfű
A pireneusi kanálfű (Cochlearia pyrenaica) a keresztesvirágúak (Brassicales) rendjébe, ezen belül a káposztafélék (Brassicaceae) családjába tartozó faj.

## Előfordulása
A pireneusi kanálfű egyes európai középhegységekben található meg, de ritkán fordul elő.

## Alfaja
- Cochlearia pyrenaica subsp. pyrenaica DC.

## Megjelenése
A pireneusi kanálfű 15-30 centiméter magas kopasz, húsos növény. Levelei tagolatlanok. A hosszú nyelű tőlevelek lemeze vese alakú, 2-3 centiméter széles. A szárlevelek ülők, tojásdad vagy ék alakúak. A fehér virágok eleinte zsúfolt, később megnyúlt fürtökben nyílnak. A szirmok 4-8 milliméter, a csészelevelek 2-3 milliméter hosszúak. A becőtermések elliptikusak, mindkét végükön kihegyesednek, a virágzati tengelytől ferde szögben elállnak.

## Életmódja
A pireneusi kanálfű forráslápokon, agyagos talajokon él.

## Képek

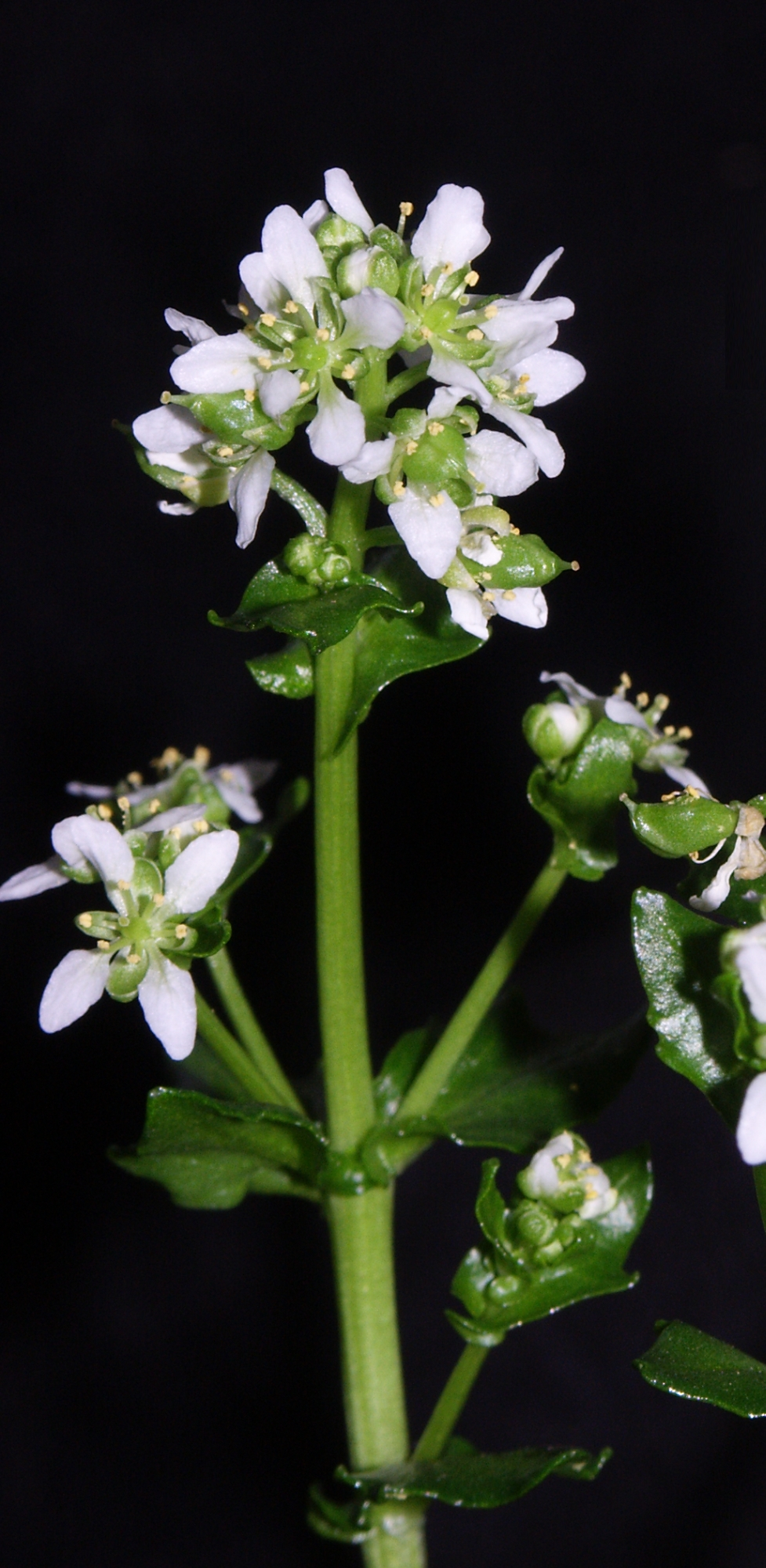
virágai
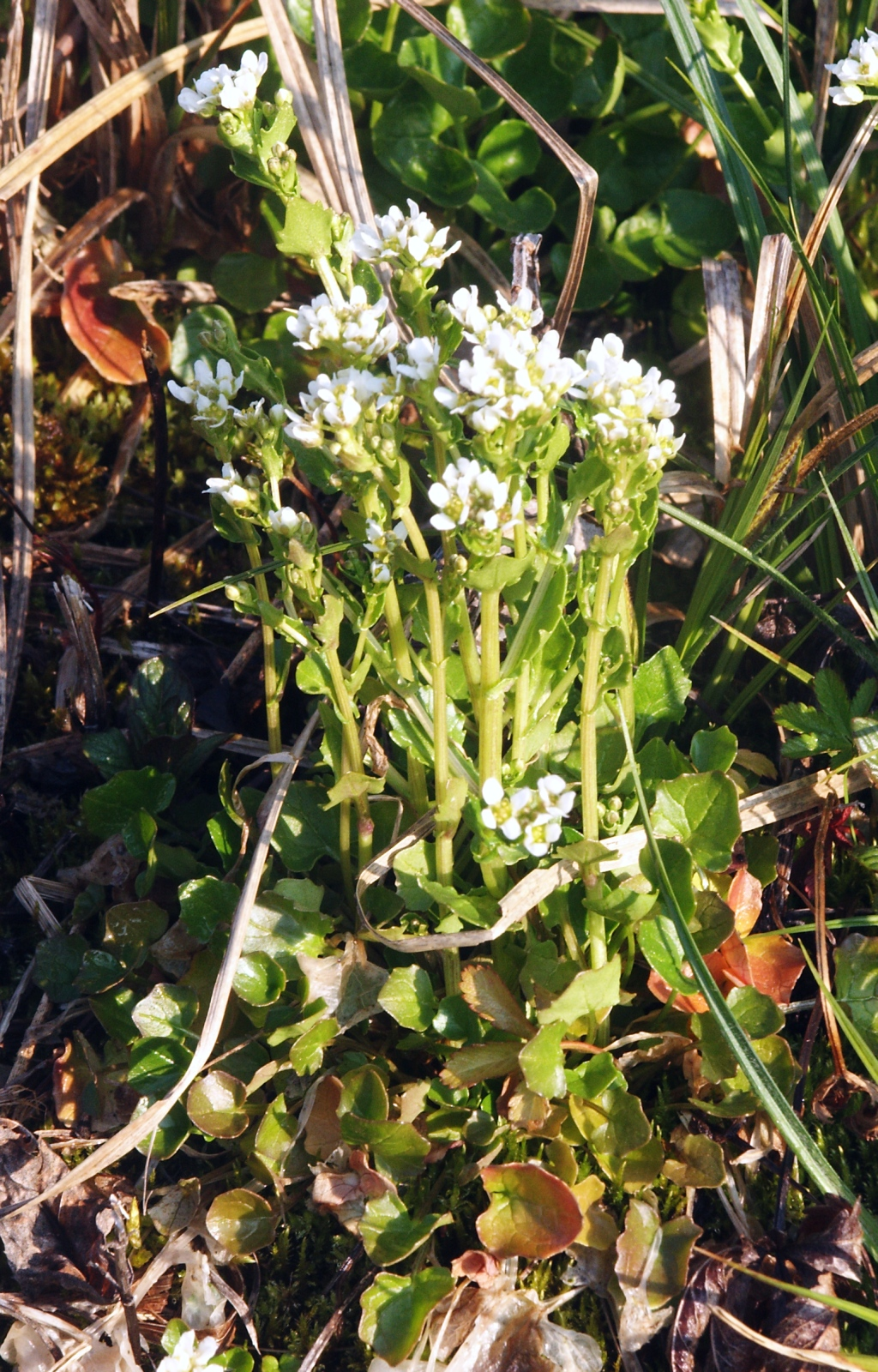
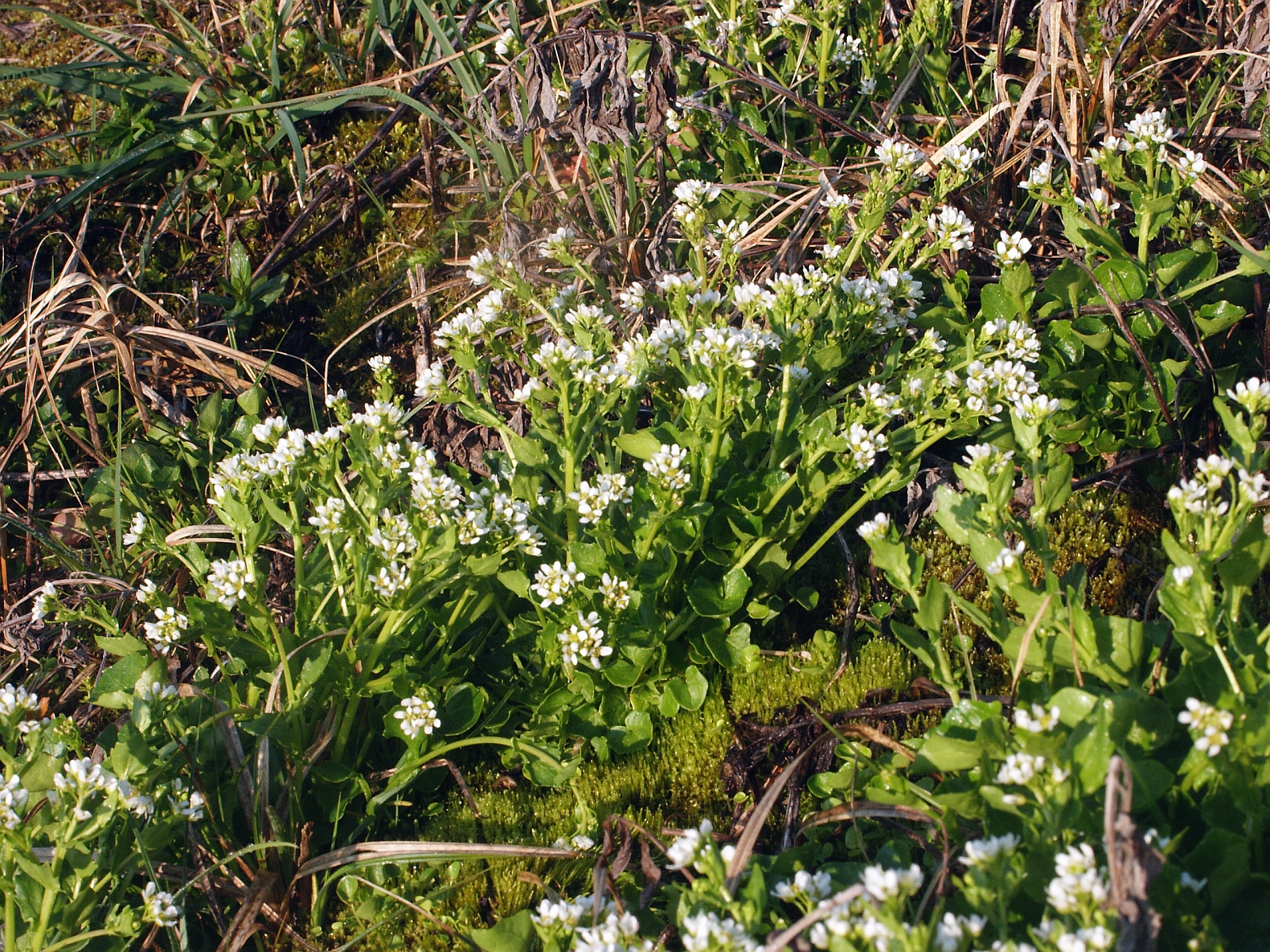
telepe